# Сома (биология)
Вижте пояснителната страница за други значения на Сома.
Сома или още перикарион се нарича луковичоподобният край на неврона съдържащ клетъчното ядро. Тази част е позната и като клетъчно тяло. Думата soma (тяло) произлиза от старогръцки език. Има голямо разнообразие от видове неврони и затова размерът на сомата може да варира от 5 микрометра до 1 милиметър при невроните на гръбначните животни.
Ядрото е главната структура в сомата. То е източника на повечето РНК-и, които се синтензират в невроните и на повечето белтъци, чиято информация се презаписва от иРНК.
Аксонът на неврона е изграден от микротубули свързани с моторни белтъци (наричани още двигателни), които пренасят везикули съдържащи белтъчни градивни елементи между сомата и синапсите в края на аксона.
Оцеляването на някои сетивни неврони зависи от връзката на края на аксона с източкикът на спасителни фактори, които предотвъртяват евентуална апоптоза. Спасителните фактори са група от белтъци наречени невротрофини, в чиято група влиза нервния разтежен фактор. Той взаимодейства с рецепторите в края на аксона и това произвежда сигнал, който трябва да премине по дължината на аксона и да достигне ядрото в сомата на клетката.